# 无穷小变换
数学裡，无穷小变换是小变换的一个无穷小极限。例如我们可以谈论三维空间中一个刚体的无穷小旋转。这通常由一个 3×3 反对称矩阵 A 表示。它不是空间中的实际旋转；但是对一个小参数 ε，我们有
{\displaystyle I+\varepsilon A}
与小旋转之差只是 ε2 阶量。
无穷小变换的综合理论最早由索甫斯·李给出。事实上这是他在如今称为李群及其李代数方面工作的核心；以及它们在几何特别是微分方程中作用的等同。一个抽象李群的性质正是无穷小变换的那些限定，正如群论的公理实现了对称。
例如，在无穷小旋转情形，将一个反对称矩阵与一个三维向量等同，则李代数结构由叉积给出。这相当于选取旋转的一个轴；雅可比恒等式是叉积一个熟知的性质。
无穷小变换最早的例子可能认为出现于齐次函数的欧拉定理中。它断言 n 个变量 x1, ..., xn 的一个度数为 r 的齐次函数 F，满足
{\displaystyle H\cdot F=rF}
其中
{\displaystyle H=\sum _{i}x_{i}{\partial  \over \partial x_{i}}}
是一个微分算子。这是由性质
{\displaystyle F(\lambda x_{1},\dots ,\lambda x_{n})=\lambda ^{r}F(x_{1},\dots ,x_{n})}
我们可对 λ 微分，然后取 λ 等于 1。这是光滑函数 F 有齐次性质的一个必要条件；这也是充足的（通过利用施瓦兹分布我们简化这里考虑的数学分析）。在我们有一个缩放算子的单参数子群时这个过程是典型的；变换的信息事实上包含于一阶微分算子无穷小变换中。
算子方程
{\displaystyle e^{tD}f(x)=f(x+t)}
这里
{\displaystyle D={d \over dx}}
是泰勒定理的一个算子版本，从而只对 f 是一个解析函数成立。集中于算子部分，它实际上说明 D 是一个无穷小变换，通过指数生成在实直线上的平移。在李理论中，这推广得很远。任何连通空间李群可由它的无穷小生成元（这个群李代数的一个基）构造出来；贝克-坎贝尔-豪斯多夫公式中给出了清晰不过未必总有用的信息。